# 拉特拉普圣母修道院

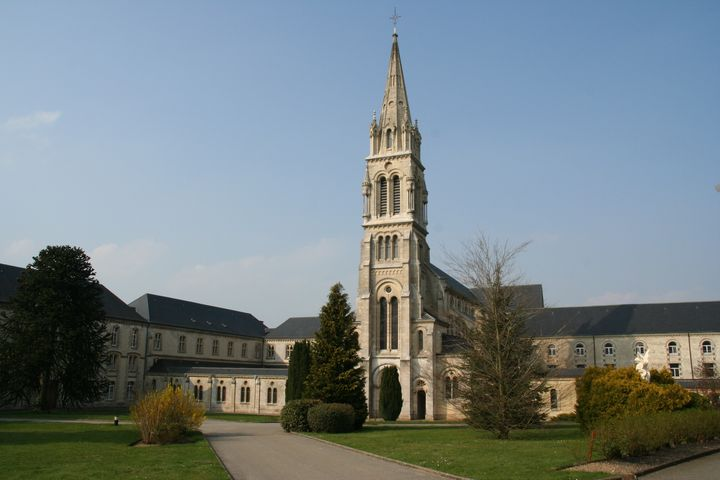
2006年的拉特拉普修道院

拉特拉普圣母修道院（法語：Abbaye Notre-Dame de la Trappe），一般称作拉特拉普修道院（Abbaye de La Trappe），是法国奥恩省索利尼拉特拉普的一座修道院。为严规熙笃隐修会的发源地及命名地。

## 历史
该修道院最早由佩尔什伯爵罗特鲁三世（Rotrou III）于1122年捐资建立，以纪念其妻子玛蒂尔达。最初只是一个私人礼拜堂，数年后罗特鲁伯爵又在其基础上加盖了一座修道院。1662年，阿尔芒·布蒂利耶·朗塞（Armand Bouthillier Rancé）成为了该院第十四代修道院长，使得拉特拉普修道院成为了熙笃会改革运动的中心，并最终成为了严规熙笃会（Trapist）的命名地。
拉特拉普修道院在1790年法国大革命后被废除，但在1815年波旁复辟时重新建立。